# Steven Van Zandt
Steven "Steve" Van Zandt, född Steven Lento den 22 november 1950 i Winthrop, Boston, Massachusetts (men uppväxt i Middletown Township i Monmouth County, New Jersey), är en amerikansk musiker och skådespelare, mest känd som gitarrist i Bruce Springsteens kompband E Street Band och som Silvio Dante i teveserien Sopranos. Han kallas även Little Steven och Miami Steve. 
Han är dessutom huvudkaraktären i serien Lilyhammer.
Van Zandt är gift med skådespelerskan Maureen Van Zandt sedan 1982.

## Biografi
Van Zandt växte upp i Asbury Park, New Jersey och, inspirerad av Rolling Stones, började han sin karriär med att delta i jam sessions på den lokala klubben The Upstage Club. Där fick han sin första kontakt med Bruce Springsteen som också deltog i dessa jam sessions.
I mars 1970 när Bruce Springsteens band Steel Mill behövde en basist kontaktades Van Zandt som då började i bandet. Bandet upplöstes 1971 och Van Zandt följde med Springsteen till bandet Dr Zoom And The Sonic Boom och 1972 The Bruce Springsteen Band.
Trots skivkontrakt uteblev intäkterna och Van Zandt fick göra ett avbrott i sin musikkarriär. Istället fick han anställning som vägarbetare och samtidigt tillfälliga arbeten som musiker i bland annat Las Vegas och Miami. År 1975 återvände han till Asbury Park. Eftersom han alltid hade hawaiiskjorta och klagade på kylan så fick han smeknamnet Miami Steve.
Tillsammans med Southside Johnny bildade han Southside Johnny and the Asbury Jukes och deltog 1975 vid inspelningarna av Springsteens Born to Run.
Han är sedan 1975 gitarrist i The E Street Band, där han spelade fram till 1982. Under inspelningarna av albumen The River och Born in the USA var Van Zandt medproducent. Han ansåg dock att han hade fått allt mindre att säga till om i produktionsteamet, vilket ledde till att han 1982 bildade bandet Little Steven & the Disciples of Soul. Springsteen ville aldrig erkänna Van Zandts minskade inflytande på produktionen och efter fruktlösa övertalningsförsök från Springsteen lämnade han bandet och ersattes 1984 av Nils Lofgren.
Van Zandt kom tillbaka till E Street Band 1999 då Bruce Springsteen återförenade bandet, men deltog dock vid inspelningarna och mixningarna av albumet Born in the USA som släpptes 1984.
1985 grundade Van Zandt Solidarity Foundation och var samma år en av grundarna av Artists United Against Apartheid som med ett 50-tal artister släppte albumet Sun City.
Van Zandt driver sedan 2002 den internationella radiokanalen Little Steven's Underground Garage och 2006 startade han organisationen Rock and Roll Forever Foundation. År 2007 presenterade han planer på ett projekt som har till syfte att bevara traditionell rock'n'roll inom musikundervisningen på grundskole- och gymnasienivå i USA.

### Värv utanför musiken
Steven Van Zandt medverkade mellan 1999 och 2007 i tv-serien Sopranos, som klubbägaren Silvio Dante. Producenten David Chase såg honom i en TV-utsändning 1997 där Van Zandt var en av presentatörerna vid Rock and Roll Hall of Fame, varefter Chase valde Van Zandt för rollen.
Även hans fru Maureen van Zandt hade en roll i teveserien Sopranos som Gabriella Dante; de spelar alltså ett gift par.
Van Zandts senaste roll är i tv-serien Lilyhammer, en samproduktion mellan norska NRK och amerikanska Netflix som hade premiär på NRK1 den 25 januari 2012. Den nådde då ett tittarrekord på 1 miljon. Serien utspelar sig i Lillehammer; maffiafiguren som Van Zandt spelar får hjälp av FBI att bosätta sig på orten på grund av vittnesskydd.

## Diskografi

### Solo
Studioalbum
- 1982 – Men Without Women
- 1984 – Voice of America
- 1987 – Freedom - No Compromise
- 1989 – Revolution
- 1999 – Born Again Savage
- 2017 – Soulfire
- 2019 – Summer of Sorcery

Livealbum
- 2018 – Soulfire Live!
- 2021 – Macca to Mecca! Live at the Cavern Club, Liverpool

Soundtrackalbum
- 2019 – Lilyhammer: The Score